# Sipke Huismans
Sipke Huismans (Amsterdam, 21 mei 1938) is een Nederlands tekenaar, schilder en graficus en voormalig directeur van de AKI in Enschede.

## Leven en werk
Vanaf de jaren '70 doceerde Huismans grafiek aan de Koninklijke Academie voor Kunst en Vormgeving in Den Bosch, de Rijksakademie van beeldende kunsten in Amsterdam en de AKI in Enschede. Als docent gaf hij onder meer les aan Henk Visch en Wim Izaks. In 1981 stopte hij met lesgeven en nam hij de directeurspositie bij de AKI over van Joop Hardy. Hier bleef hij aangesteld tot 2001.
Zijn tekeningen, schilderingen en etsen combineren veelal figuratieve en organische elementen met abstracte achtergronden en zijn gerelateerd aan de nieuwe figuratie.
In 2008 won Huismans de Jeanne Oosting-prijs voor aquarel.